# Христофор Чарнуцкий
```
Христофо́р Чарну́цкий
 (? — 
28
 
июня
 (
7 июля
)
 
1726
, 
Киев
, 
Российская империя
) — игумен 
Николаевского Пустынного монастыря в Киеве
.
```

Место, год рождения и имя при рождении — неизвестны. Сведения о Христофоре очень скудны. Из духовного его завещания видно, что Чарнуцкий в монашество вступил в 1700 году в Киево-Печерском монастыре и вскоре за тем был определен учителем в Киево-Могилянский коллегиум, где исполнял и обязанности префекта и преподавал философию и богословие с 1706 по 1709 год. В 1707 году Христофор возведен в сан игумена и назначен ректором академии. В это же время был настоятелем Братского Богоявленского монастыря. С 1709 года игумен Христофор был настоятелем Николаевского Пустынного монастыря и состоял членом Киевской духовной консистории. В синодальный период Христофор Чарнуцкий был известен как нашедший в Николаевском монастыре древнюю рукопись Соборного деяние на еретика Арменина, на мниха Мартина, вместе с другими священниками он поставил свою подпись свидетельствуя, что они нашли настоящий древний документ Соборного деяния. Впоследствии выяснилось, что древний документ не был найден, а был сфальсифицирован.